# NGC 3812
NGC 3812 é uma galáxia elíptica (E) localizada na direcção da constelação de Leo. Possui uma declinação de +24° 49' 21" e uma ascensão recta de 11 horas, 41 minutos e 07,8 segundos.
A galáxia NGC 3812 foi descoberta em 6 de Abril de 1785 por William Herschel.